# Namibische Leichtathletik-Meisterschaften 2024
Die Namibischen Leichtathletikmeisterschaften 2024 (englisch Namibia National Track & Field Championships 2024) fanden am 26. und 27. April 2024 im Independence Stadium in der namibischen Hauptstadt Windhoek statt. Sie wurden vom Dachverband Athletics Namibia organisiert.
Die Wettbewerbe für Straßenläufe und Crosslauf werden separat ausgetragen und sind nicht Teil der Leichtathletikmeisterschaften.

## Medaillengewinner

### Männer
| Disziplin          | Gold                    | Leistung       | Silber             | Leistung       | Bronze                 | Leistung      |
| ------------------ | ----------------------- | -------------- | ------------------ | -------------- | ---------------------- | ------------- |
| 100 m (Wind: +4,9) | Gilbert Hainuca         | 9,86 s         | Gregor Appols      | 10,45 s        | Hatago Murere          | 10,52 s       |
| 200 m (Wind: +0,6) | Gilbert Hainuca         | 20,82 s        | Magano Naseb       | 20,95 s        | Elvis Gaseb            | 21,08 s       |
| 400 m              | Elvis Gaseb             | 45,97 s        | Elton Hoeseb       | 46,65 s        | Tjimatjitjitua Kuhanga | 46,70 s       |
| 800 m              | Wilson Amwaalanga       | 1:56,98 min    | Kengeza Kondiuo    | 1:58,65 min    | Brian-Bruce Severi     | 1:59,28 min   |
| 1500 m             | Michael Paulus          | 3:57,71 min    | Jan Siskae         | 3:58,46 min    | Jomas Erastus          | 4:05,01 min   |
| 5000 m             | Jomas Erastus           | 15:28,84 min   | –                  | –              | –                      | –             |
| 400 m Hürden       | Michael Driemonds       | 45,91 s        | –                  | –              | –                      | –             |
| Hochsprung         | Emmanuel Samantu        | 2,00 m         | Karsten Diergaardt | 1,95 m         | Sir Bishop Shikongo    | 1,90 m        |
| Weitsprung         | Chenoult Lionel Coetzee | 8,10 m (+4,1)  | Andrew Kalilo      | 6,91 m (+3,2)  | Nekanda Kweyo          | 6,65 m (+4,5) |
| Dreisprung         | Roger Haitengi          | 15,66 m (+1,6) | Tersuan Haack      | 13,85 m (+2,3) | –                      | –             |
| Kugelstoßen        | Coenraad Kühn           | 17,54 m        | –                  | –              | –                      | –             |
| Diskuswurf         | Ryan Williams           | 56,48 m        | –                  | –              | –                      | –             |
| Speerwurf          | Jasper Engelbrecht      | 59,99 m        | –                  | –              | –                      | –             |

### Frauen
| Disziplin          | Gold                | Leistung       | Silber                   | Leistung      | Bronze                  | Leistung     |
| ------------------ | ------------------- | -------------- | ------------------------ | ------------- | ----------------------- | ------------ |
| 100 m (Wind: +4,0) | Christine Mboma     | 11,62 s        | Ndawana Haitembu         | 11,63 s       | Johanna Ludgerus        | 11,81 s      |
| 200 m (Wind: +0,3) | Christine Mboma     | 24,10 s        | Ndawana Haitembu         | 24,23 s       | Jade Nangula            | 24,55 s      |
| 400 m              | Angala Tuuliki      | 56,11 s        | Perpetua Simataa         | 57,43 s       | Mudi-Inosensia Haingura | 57,56 s      |
| 800 m              | Angala Tuuliki      | 2:14,50 min    | Nyanyukweni Frans        | 2:15,73 min   | Linda Hailulu           | 2:19,03 min  |
| 1500 m             | Nyanyukweni Frans   | 4:44,60 min    | Mechtilde Andowa         | 4:45,62 min   | Linda Hailulu           | 4:49,49 min  |
| 5000 m             | Monika Kandjebo     | 18:22,55 min   | Beata Ngilifilwa         | 18:25,93 min  | Elizabeth Kaolola       | 18:34,53 min |
| Hochsprung         | Alexandra Scheepers | 1,65 m         | Chrislene Klein-Nienaber | 1,60 m        | Uzuvira Tjikurame       | 1,55 m       |
| Weitsprung         | Frieda Iithete      | 5,64 m (+1,2)  | Alexandra Scheepers      | 5,41 m (−0,2) | –                       | –            |
| Dreisprung         | Frieda Iithete      | 12,30 m (+1,8) | –                        | –             | –                       | –            |
| Kugelstoßen        | Marike Weitz        | 13,13 m        | Mari Gey von Pittius     | 12,72 m       | Zanel Theron            | 11,19 m      |
| Diskuswurf         | Marike Weitz        | 43,44 m        | Mari Gey von Pittius     | 41,19 m       | Leana Boshoff           | 36,92 m      |